# Чемпіонат Хмельницької області з футболу 2019
Чемпіонат Хмельницької області з футболу 2019 року виграла команда «Епіцентр» (Дунаївці).

## Турнірна таблиця
| М | Команда                           | І  | В  | Н | П  | РМ    | О  |
| - | --------------------------------- | -- | -- | - | -- | ----- | -- |
| 1 | «Епіцентр» (Дунаївці) *           | 15 | 13 | 2 | 0  | 56−6  | 41 |
| 2 | «Случ» (Красилів)                 | 15 | 10 | 3 | 2  | 45−18 | 33 |
| 3 | «Случ» (Старокостянтинів)         | 15 | 8  | 2 | 5  | 33−17 | 26 |
| 4 | «Іскра» (Теофіполь)               | 15 | 5  | 1 | 9  | 25−24 | 16 |
| 5 | СК «Хмельницький»                 | 15 | 3  | 2 | 10 | 17−55 | 11 |
| 6 | «Фортеця» (Кам'янець-Подільський) | 15 | 0  | 2 | 13 | 7−63  | 2  |

- СК «Хмельницький» виступав в аматорському чемпіонаті України 2018—2019
- «Епіцентр» (Дунаївці) виступав в аматорському чемпіонаті України 2019—2020